# 고이도 왕산성
고이도 왕산성(古耳島王山城)은 대한민국 전라남도 신안군 압해읍 고이리에 있다. 2000년 1월 31일 신안군의 향토유적 제17호로 지정되었다.

## 개요
계곡의 지형을 이용한 고이도 왕산 정상부에 축조된 포곡식 산성이다.